# Grenat de Perpignan

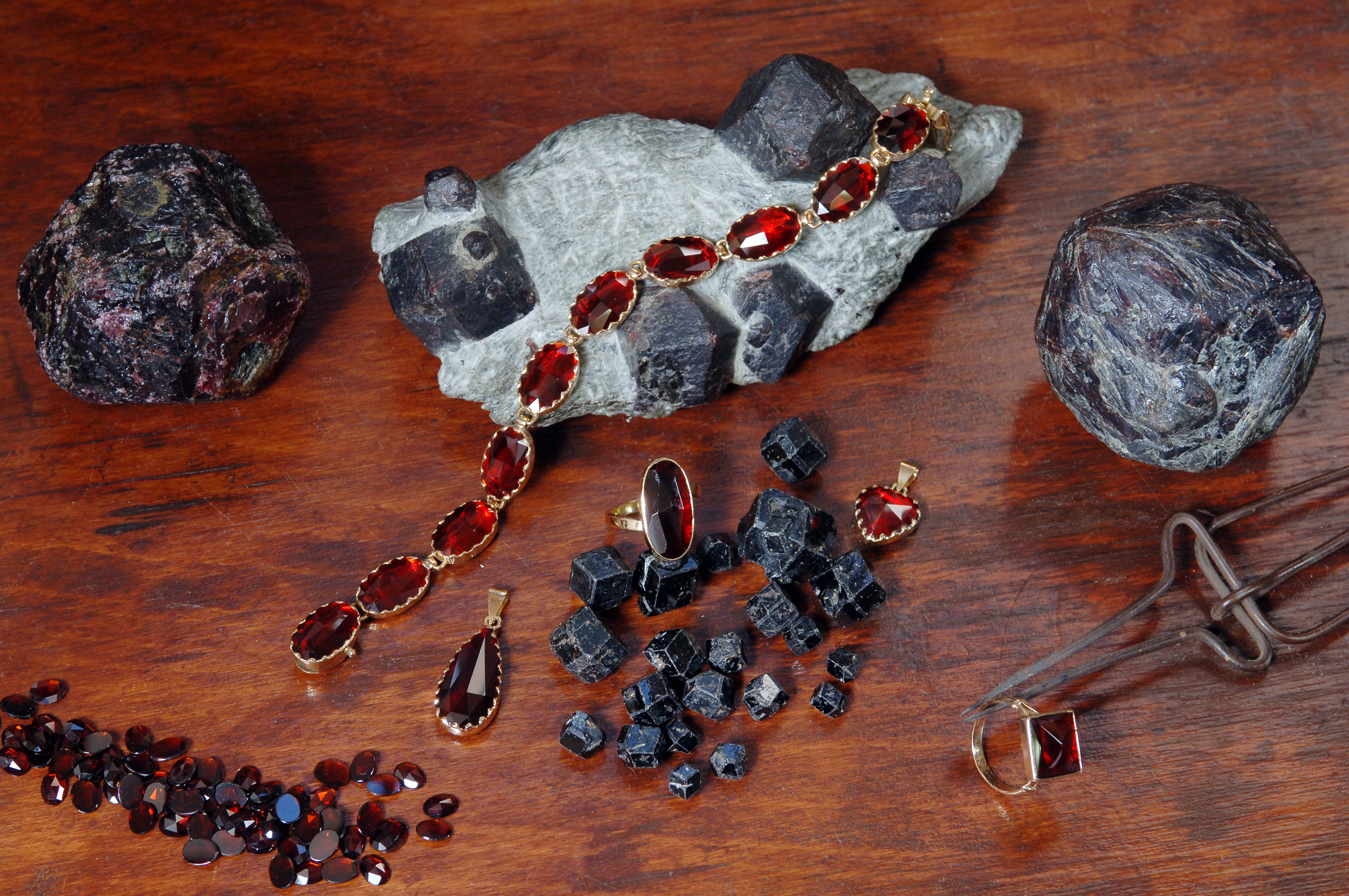
Grenat de Perpignan.

Le grenat de Perpignan est un bijou en or et grenat fabriqué artisanalement à Perpignan (Pyrénées-Orientales, France). Il est protégé depuis 2018 par une Indication géographique. Seules treize entreprises employant 45 personnes sont habilitées à utiliser l'appellation « grenat de Perpignan ».
Jusqu'au XIXe siècle de petits gisements de grenat étaient exploités sur le  Pic de Costabonne pour fabriquer le grenat de Perpignan.

### Ouvrage
Laurent Fonquernie, Grenat de Perpignan : le bijou sang et or, Perpignan, Trabucaire, 2018, 160 p.